# 長橋バイパス
長橋バイパス（ながはしバイパス）は、北海道小樽市にある国道5号のバイパス道路（国道229号との重用区間）。小樽の歴史的イメージを考慮しながら景観設計を行っており、「砂留トンネルの壁面レリーフ」が『第9回小樽市都市景観賞』を受賞している。

## 道路施設
- オタモイ跨線橋（76.10 m）[6]
- 長橋トンネル（上り線：940 m、下り線：1,000 m）[7]
- 砂留トンネル（上下線：460 m）[7]

## 交差する道路
※上が起点側、下が終点側。
- 長橋大通（旧国道）
- 長橋小学校通
- 北海道道820号小樽港稲穂線（稲北十字街）

## 参考資料
- 塚原和昭、西海和弘、三木雅之 (1990). 魅力的な都市環境をめざして -砂留横断歩道橋の景観設計について- (PDF) (Report). 土木研究所寒地土木研究所. 2017年2月7日閲覧。